# Isenburger Hof
Der Isenburger Hof oder Herrenhöfchen ist ein Teil von Heddesdorf, einem Stadtteil von Neuwied in Rheinland-Pfalz. Das ehemalige Anwesen wird von der B 42 im Bereich der Kirmeswiese Heddesdorf durchschnitten und ist unter anderem mit einem Hochhaus bebaut. Bekannt ist es heute unter der Bezeichnung Landratsgarten.

## Geschichte

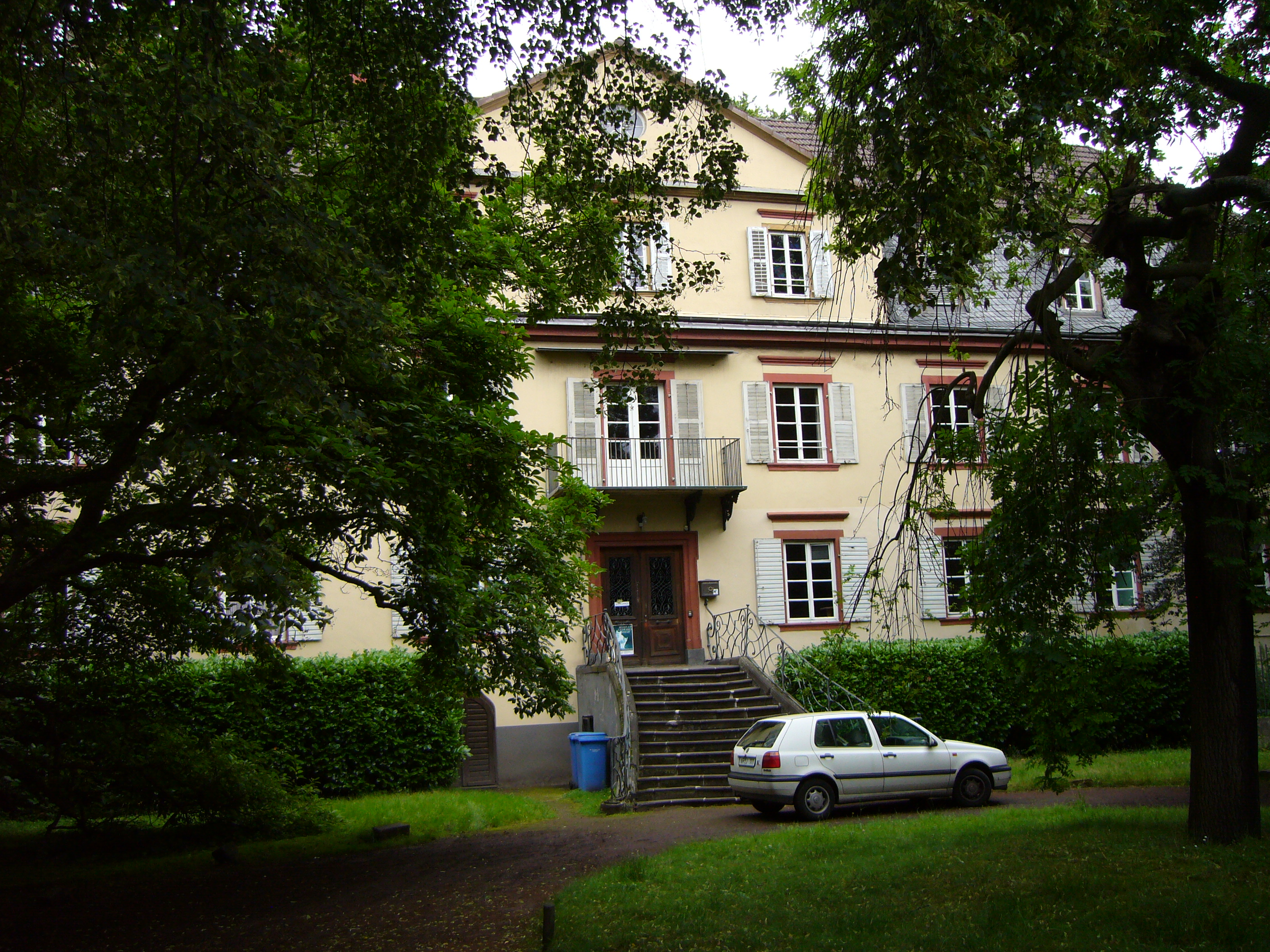
Ehem. Landratsamt (Isenburger Hof)

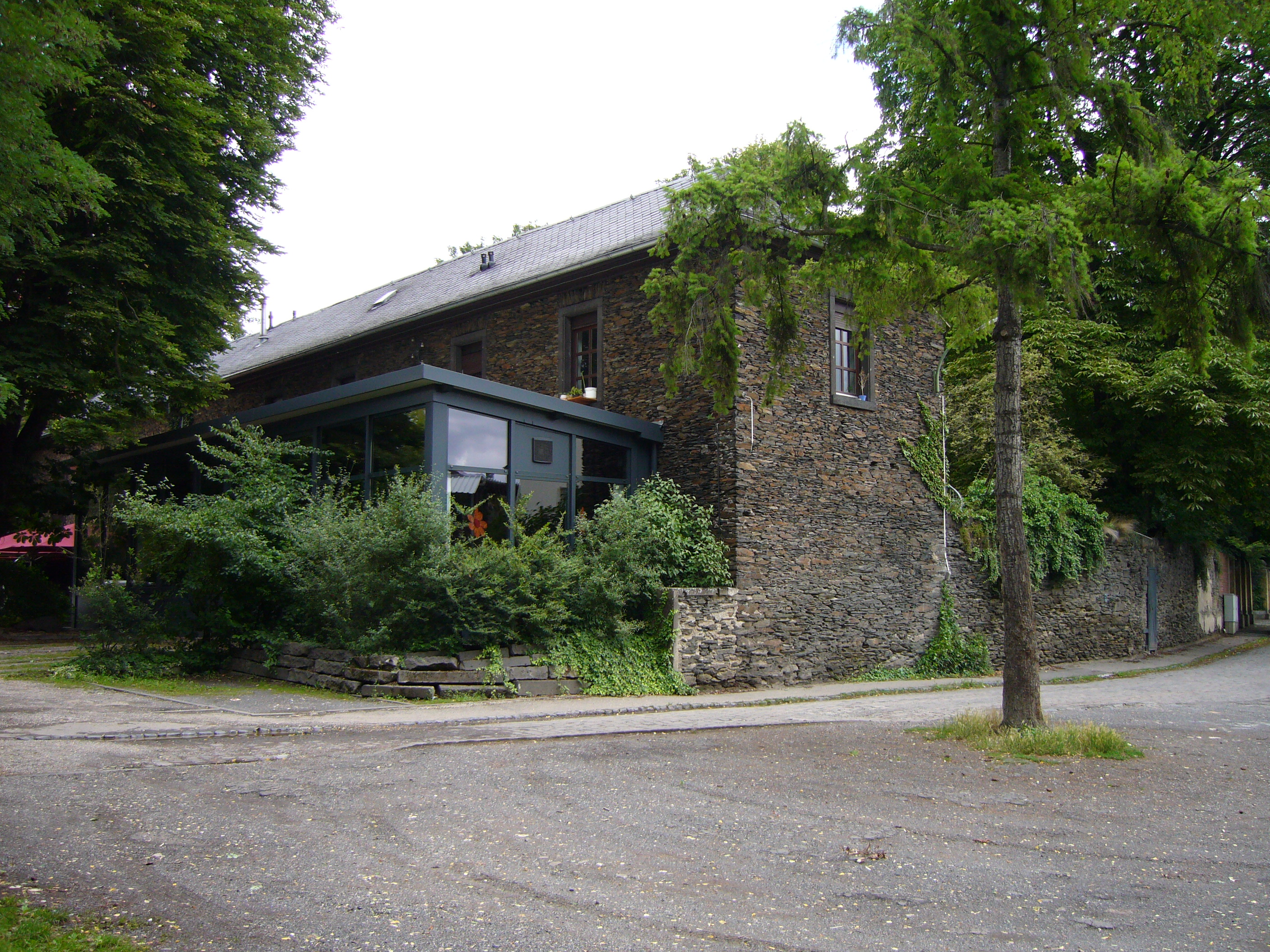
Ehem. Stallung am Landratsamt

Der ehemalige fränkisch-isenburgische Herrenhof (heute Haus Heddesdorf im Landratsgarten), der seit dem 13. Jahrhundert den wiedischen Grafen gehörte, hat eine wechselvolle Geschichte, die sich ab der Mitte des 15. Jhs. urkundlich verfolgen lässt.
Die Herren von Isenburg, die das Vogteirecht über Heddesdorf von Köln zu Lehen trugen, hatten hier beträchtliche lehnsfreien Grundbesitz. Sie zählten zu den ältesten edelfreien frühfränkischen Geschlechtern des mittelrheinischen Raumes. Zu diesen sogenannten Allodialgütern gehörte auch der später in wiedischen Besitz übergegangene Fron- oder Herrenhof zu Heddesdorf und Langendorf.
Unter den Leitnamen der Brüder Reinbold und Gerlach von Isenburg lässt sich ihr Vorkommen bis in die Zeit der fränkischen Landnahme zurückverfolgen. Im 11. Jahrhundert traten sie als Herren der Grundherrschaft „Romersdorf“ auf, stifteten um 1117 dort ein Benediktinerkloster und erbauten um diese Zeit die Isenburg im Sayntal, nach der sie sich dann benannten.
Zu ihrem ausgedehnten Besitz an Grundstücken, Vogteien und Gerechtsamen gehörten auch die Grundherrschaften von Heddesdorf und Langendorf, wo sie reichen Eigenbesitz hatten. Zur Grafschaft Wied kam die Heddesdorfer Grundherrschaft erst durch Erbgänge, als 1340 Graf Wilhelm von Braunsberg (* 1306/10; † 1383) aus dem Hause Isenburg das im Mannesstamm erloschene erste Grafengeschlecht Wied fortführte und als Graf zu Wied, Herr zu Isenburg und Braunsberg, alle wiedischen, braunsbergischen und isenburgischen Besitzungen in seiner Hand vereinigen konnte.
Im Jahre 1564 sollen die Vorfahren des Abtes zu Marienstatt dem Konvent der Klause zu Rheinbrohl eine Summe Geld geliehen haben, wofür dann den Klosterleuten zur dinglichen Sicherheit dreißig Gulden verschrieben wurden. Wilhelm von Witzelnbach waren in diesem Jahr mit der Abwicklung der anstehenden Frage beauftragt. In einem Zeitraum von 10 Jahren waren die Beteiligten mit der Abwicklung dieses Falles befasst.
Schon früh gelangten Höfe, Ackerland und Weingärten zu Heddesdorf und Langendorf aus dem isenburgischen Besitz als Schenkungen an die Klöster Rommersdorf, Wülfersberg und Sayn. Im Eigentum des Hauses Isenburg-Braunsberg-Wied blieb ein Herrenhof in Heddesdorf, im Unterdorf gelegen, der noch 1528 als der „Isenburgische Herren- oder Fronhof“ bezeichnet wurde. Zu der Zeit wurde ein wied-isenburgisches Güterverzeichnis der Heddesdorfer Besitzungen angelegt. Damals wies der Hof 63 Morgen auf. Da blieb es zunächst bis 1553. Jedoch nahm die Anzahl der Güter in der Folge ab, sodass im Jahre 1643 nur noch 46 Morgen ausgemacht wurden.
Spätestens 1562 trifft man schon auf die Bezeichnung wiedischer Hof. Somit ist anzunehmen, dass um diese Zeit die wiedischen Grafen den Hof erworben haben. Die Güter des Hofes lagen recht verstreut, wie 1589 nachgewiesen werden konnte. Der schon begüterte Heddesdorfer Bürger Thomas Melsbach hatte mit einigen Mitbürgern verschiedene Äcker angekauft.
Zu dem Herrenhof gehörten zudem insgesamt 260 Morgen Land in verschiedenen Fluren, davon ca. 80 Morgen nach Niederbieber hin und im Langendorfer Feld gelegen, etliche Weinberge, Baumgärten und das sogenannte Werth (Wörth) am Rhein. Hier handelt es sich um den heutigen nördlichen Teil des Schlossgartens, am Rhein entlang bis zu Wiedmündung. Hofhaus, Stall, „große Scheuer“ und das etwa 10 Morgen große Hofgelände waren mit einer Ringmauer umgeben.
Graf Johann von Wied (* 1505/10; † 1581) verpfändete 1579 den Heddesdorfer Hof zum Preis von 1000 Reichstalern an seinen Sohn, den Grafen Hermann I. zu Wied (* 1547/48; † 1591 bei Rouen). Dessen früher Tod ermöglichte, dass der Hof zunächst von dem Grafen Johann Wilhelm „der Ältere“ von Wied (* 1579; † 1633) genutzt wurde. Nach dessen Tod wurde der Hof von seinem Bruder Philipp Ludwig II. von Wied-Neuwied (* 1580; † 1638) geerbt. Weil dieser aber in beachtliche wirtschaftliche Schwierigkeiten geriet, verkaufte er den Heddesdorfer Hof an seine Mutter Magdalena, geb. Gräfin von Hardeck (* 1577; † 1657) und erhielt dafür 6000 Gulden, die sie als Heiratsgut eingebracht hatte.
Die Gräfin galt als äußerst aktiv im Ankauf von Wirtschaftsgütern. In allen Teilen der Grafschaft Wied-Neuwied trifft man auf ihre Spuren. Ihr Tod im Jahre 1657 kam hinsichtlich der wirtschaftliche Gesundung des wiedischen Hauses zu früh. Ihre unverheiratete Tochter Johanna Walpurgis († 1672), meist nur das Fräulein genannt, erbte einen Großteil des angereicherten Vermögens. Trotz der Begehrlichkeit ihres Vetters, des Grafen Friedrich III. zu Wied (* 1618; † 1698), konnte sie ihr Erbe halten.
Als Gräfin Johanna Walburgis 1672 in Bendorf starb, starb dieser Zweig der Wiedischen Familie aus und der „allodische freiadelige Fruchthof“ fiel an ihren Vetter Graf Friedrich III. zu Wied, den Stadtgründer von Neuwied. Dieser gab der Gräfin Johanna Walpurgis noch auf ihrem Sterbebett sein Versprechen, das Erbe nicht zu veräußern. Graf Friedrich teilte noch im Todesjahr von Walpurgis mit, dass der nun ererbte Heddesdorfer Hof von Christoph von Stein genutzt würde, zu dessen Gunsten eine jährliche Abgabe von 32 Malter Korn ruhte. Schon seit Ende des 16. Jahrhunderts lastete auf dem Hof diese Schuld und war durch rückständige Zinsen aufgelaufen. Die Gläubiger, die Erben der Familie von Stein, hatten eine gerichtlich festgestellte Übereignung des Hofes erreicht.
Der Graf von Wied sah sich vor dem Hintergrund wirtschaftlicher Engpässe genötigt, den Hof unmittelbar nach dem Rückkauf (1671) an Hermann Dietrich Bachoven zu verpachten. Bachoven ging zu dieser Zeit im wiedischen Land erfolgreich dem Güterhandel nach. Mit finanzieller Hilfe des wiedischen Appellationsrates Hermann Theodor Bachoven konnte die Immission (Besitzeinweisung) verhindert werden. Bachoven erhielt 1671 dafür eine Güterbattung (Bei einer Battung dienen Grundstücke als Pfand für die korrekte Zahlung von Zinsen und Abgaben) von 73 Morgen Ackerland, 18 Morgen Wiesenland, 6 Morgen Baumgärten und eine Schuldverschreibung von 1.000 Talern, die später wegen anderer Rückstände auf 2 000 Taler erhöht wurde, auf den gesamten Hof. Die Rente selbst wurde 1672 trotz des gräflichen Unbehagens mit Abgaben, die das Haus Wied aus dem ihrem Hof zu Rems bezog, an Ludwig Christoph von Stein verglichen.
Die wirtschaftliche Not des Grafen ließ das Versprechen, das der wiedische Graf Friedrich III. Johanna Walpurgis gab, in den Hintergrund treten. Die Stadtgründung und der Bau seines „Hauses Neuen Wiedt“ werden Graf Friedrich III. stark belastet haben. Daher musste der „… freiadlige Fruchthof zu Heddesdorf mit seinen Ringmauern, Behausung, Stallung, Scheunen, Backhaus, Ländereien, dem Wingert …“ im Jahre 1683 an Carl Ludwig von Sayn (* 1658; † 1724).verkauft werden.
Dieser leistete den Kaufpreis von 4160 Reichstalern sowie eine Kutsche mit sechs Pferden und einen Ring im Wert von 400 Reichstalern. Nur das „Wörth“ am Rhein wurde ausdrücklich nicht mitverkauft und blieb im Eigentum des wiedischen Grafen, weil es dem Hause Wied zur Anlage des Schlossgarten dienen sollte.
Der Heddesdorfer Hof blieb bis 1761 im Eigentum des saynischen Grafen. Dort residierte auch zeitweise die gräfliche Familie. Graf Carl Ludwig von Sayn-Wittgenstein hatte vier Söhne, die als Offiziere der Reichsarmee aber eher Geld kosteten, als dass sie welches heimgebracht hätte. Das Haus zu Heddesdorf war hochverschuldet, weil kaiserliche Militärabgaben den zusehends beschwerten. Daher kam der Graf bald in Geldverlegenheiten, auch weil kaiserliche Militärabgaben den Hof zusehends beschwerten. So musste er 1698 für 733 Taler und 18 Albus Teile des Besitzes an den Rommersdorfer Abt Carl Wirtz verpfänden.
Der Graf verstarb aber, ehe er seine finanzielle Misere behoben hatte. Im Hofgut Heddesdorf wohnten nun noch seine Witwe Gräfin Charlotte mit ihren beiden unvermählten Töchtern Gräfin Carolina (* 1698; † 1772) und Gräfin Concordia Auguste (* 1700; † 1777) im Hofhaus. Die Erben von Herrn Bachoven sahen sich recht bald nicht enden wollenden Streitereien ausgesetzt, weil nämlich die Hofgüter weiter verpachtet waren und die Pächter mit den vereinbarten Abgaben rückständig wurden. Sie wurden von den Erben Bachovens wegen der Schuld beim Reichskammergericht in Speyer verklagt.
Nach achtjährigem Prozess erwirkten sie die Einweisung in den „Saynschen Hof“. Die Grafenwitwe pochte jedoch auf das Recht ihrer Immunität innerhalb der Ringmauern des reichsfreien Eigentums. Sie wies den Reichsgerichtsboten der das Urteil überbringen sollte, zurück und verweigerte ihm den Zutritt in den Hofbering. So konnte vorerst das Urteil nicht rechtskräftig zugestellt werden. Nach sechs Wochenerschien der Reichsgerichtsbote aus Andernach erneut mit anderen Instruktionen. Er schlich sich heimlich durch ein offenes Scheunentor ins Haus. Dort deportierte er die Urkunde des Reichskammergerichtes auf dem Tisch. Als 1726 das Urteil zwangsvollstreckt werden sollte, war die Gräfin Charlotte von Sayn-Wittgenstein bereits verstorben.
Ehe jedoch die Ausweisung vollstreckt worden wäre, griff nun wieder das wiedische Grafenhaus ein, diesmal der Sohn des Stadtgründers, Graf Friedrich Wilhelm zu Wied-Neuwied († 1737). Er bezahlte der Familie Bachoven die Schulden von 3696 Reichstalern und verglich sich so mit den späteren Erben des Hofes der Sayner Familie. Die beiden unverheirateten Töchter des Sayner Grafen Carl Ludwig, die Gräfinnen Carolina und Concordia konnten im Heddesdorfer Herrenhaus wohnen bleiben, und das Anwesen blieb im Besitz von Sayn-Wittgenstein.
1740 erschien dem jungen Sayner Grafen das Hofhaus doch zu altfränkisch und beinah mittelalterlich. Er ließ er das Gebäude abreißen und errichtete an der Stelle das in seiner damaligen Form bis heute fast unveränderte Herrenhaus im ländlich-rheinischen Barockstil mit neun Fensterachsen, zwei Stockwerken und von einem Mansardendach bekrönt.
Aber es hatte den Anschein, dass der Graf von Sayn-Wittgenstein sich mit dem Neubau übernommen hatte, denn wenig später wurden Ackerland, Weingärten und die Kuhweide rundum an den Grafen zu Wied verkauft, während die Pächter der anderen Ländereien nun gegen Barzahlung in den Besitz ihrer Äcker kamen. Auch das neue Haus samt dem schönen, großen Garten ging ein Jahrzehnt später in anderen Besitz über.
Letztlich kaufte Graf Alexander von Wied (* 1706; † 1791) im Jahre 1761 den Hof mit allen damit gegebenen Freiheiten, ausgenommen aber das daran stoßende Wohnhaus, indem er dem Grafen Alexander Ludwig den Betrag von 15.000 Gulden entrichtete. Zu dieser Zeit lag das alte saynische Haus, als das erwähnte Wohnhaus, direkt an der Ringmauer. Seitdem blieb Haus, Hof und Güter durchgehend wiedisch. Das Wohnhaus der Sayner wurde aber später an den portugiesischen Grafen Oliviera veräußert. Dieser vermachte es später der Familie Wiegershausen, die es bald darauf einem Herrn von Trott verkaufte. Von Trott verkaufte das Herrenhaus 1801 an den rheinischen Freiherrn Johann Justus von Runkel (* 1774; † 1849).
Die Familie von Runkel machte das nun genannte „Haus Heddesdorf“ zum Familiensitz und „residierte“ dort fast das ganze 19. Jahrhundert. Der Herzog von Nassau hatte den Sohn des Käufers, Johann Friedrich von Runkel (* 1833; † 1914), geadelt. Johann Friedrich von Runkel wurde 1817 (bis 1826) Bürgermeister von Heddesdorf. Er hatte 1810 den klassizistischen Giebel über dem Eingangsportal des Gebäudes eingefügt.
Sein Sohn Eduard Justus von Runkel I. (* 1801; † 1882) wiederum, nun in der Epoche der preußischen Rheinprovinz, wurde 1851 (bis 1877) zum Landrat des Kreises Neuwied ernannt. Er hat das Landratsamt zur „Landratur“ gemacht. Dessen Sohn, Friedrich Wilhelm Justus von Runkel II. (* 1833; † 1914), folgte 1877 (bis 1906) seinem Vater als Landrat des Kreises Neuwied nach.
Der das alte Herrenhaus weitläufig umgebende gepflegte „Landratsgarten“ ist heute bis auf geringe Reste zusammengeschrumpft.